# Lista siturilor arheologice din județul Suceava - C
Lista siturilor arheologice din județul Suceava - C conține toate siturile arheologice din județul Suceava înscrise în Repertoriul Arheologic Național (RAN) și aflate în localități al căror nume începe cu litera C. RAN este administrat de Ministerul Culturii și Patrimoniului Național și cuprinde date științifice, cartografice, topografice, imagini și planuri, precum și orice alte informații privitoare la zonele cu potențial arheologic, studiate sau nu, încă existente sau dispărute.
Puteți căuta un sit din localitățile care încep cu litera C folosind formularul de mai jos sau puteți naviga prin toate siturile din județ la Lista siturilor arheologice din județul Suceava.
| Cod RAN                                | Denumire | Localitate                       | Adresă             | Datare              | Descoperit | Coordonate                                    | Imagine           | Erori            |
| -------------------------------------- | --- | -------------------------------- | ------------------ | ------------------- | ---------- | --------------------------------------------- | ----------------- | ---------------- |
| 147642.01.01                           | Necropola tumulară hallstattiană de la Cajvana - "Dealul lui Borodea" / ansamblu anonim (Categorie: descoperire funerară) (Tip: Necropolă tumulară) | oraș Cajvana                     | Dealul lui Borodea | sec.VII-VI          |            | 47°44′10″N 26°01′48″E / 47.73611°N 26.03°E    | Încărcați imagine | Raportați eroare |
| 147152.01.01                           | Situl arheologic de la Cumpărătura - punct ,,Săliștea Nemirceni / ansamblu Satul Nimerceni (Categorie: locuire civilă) (Tip: Așezare rurală)        | sat Cumpărătura, comuna Bosanci  | Săliștea Nemirceni | sec. XIV-XVIII      | 2001       | 47°33′22″N 26°17′31″E / 47.55611°N 26.29194°E | Încărcați imagine | Raportați eroare |
| 147152.01.02                           | Situl arheologic de la Cumpărătura - punct ,,Săliștea Nemirceni / ansamblu Biserica Nemirceni (Categorie: locuire civilă) (Tip: Biserică)           | sat Cumpărătura, comuna Bosanci  | Săliștea Nemirceni | sec. XIV-XVII       | 2001       | 47°33′22″N 26°17′31″E / 47.55611°N 26.29194°E | Încărcați imagine | Raportați eroare |
| 147152.01.03                           | Situl arheologic de la Cumpărătura - punct ,,Săliștea Nemirceni / ansamblu anonim (Categorie: locuire civilă) (Tip: necropola)                      | sat Cumpărătura, comuna Bosanci  | Săliștea Nemirceni | sec. XIV-XVII       | 2001       | 47°33′22″N 26°17′31″E / 47.55611°N 26.29194°E | Încărcați imagine | Raportați eroare |
| 147376.01                              | Inscripții runice de la Cotârgași (Categorie: descoperire izolată) (Tip: descoperire izolată)                                                       | sat Cotârgași, oraș Broșteni     | Dealul Goia        |                     |            |                                               | Încărcați imagine | Raportați eroare |
| 150542.01.01                           | Mormântul tumular de la Costâna-Imaș / ansamblu anonim (Categorie: descoperire funerară) (Tip: Tumul)                                               | sat Costâna, comuna Todirești    | Imaș               | Costișa - Komariw   |            | 47°41′37″N 26°06′49″E / 47.69361°N 26.11361°E | Încărcați imagine | Raportați eroare |
| 147651.01.01 (Cod LMI: SV-I-s-B-05407) | Necropola hallstattiană de la Codru - "La Boroghia" / ansamblu anonim (Categorie: descoperire funerară) (Tip: Necropolă tumulară)                   | sat Codru, oraș Cajvana          | La Boroghia        | sec. VI - V a. Chr. |            |                                               | Încărcați imagine | Raportați eroare |
| 147544.01.01 (Cod LMI: SV-I-s-B-05405) | Așezarea Cucuteni de la Cacica - "Salina Cacica" / ansamblu anonim (Categorie: locuire civilă) (Tip: Așezare)                                       | sat Cacica, comuna Cacica        | Salina Cacica      | Cucuteni            |            |                                               | Încărcați imagine | Raportați eroare |
| 147973.01.01 (Cod LMI: SV-I-s-B-05406) | Fortificația de la Călinești - "Dealul Zamca" / ansamblu anonim (Categorie: fortificație) (Tip: Fortificație de pământ)                             | sat Călinești, comuna Dărmănești | Dealul Zamca       | sec. XIII-XV        |            |                                               | Încărcați imagine | Raportați eroare |